# Telephanus lecontei
Telephanus lecontei es una especie de coleóptero de la familia Silvanidae.

## Distribución geográfica
Habita en Arizona (Estados Unidos).